# Metol
Metol (siarczan N-metylo-p-aminofenolu) – organiczny związek chemiczny, sól siarczanowa N-metylowanego p-aminofenolu.
N-Metylo-p-aminofenol można otrzymać przez metylowanie p-aminofenolu lub w reakcji hydrochinonu i metyloaminy. Następnie związek ten przeprowadza się w siarczan w reakcji z kwasem siarkowym.
Jest używany jako wywoływacz fotograficzny. Zastosowanie to zostało odkryte i opatentowane w roku 1891 w Niemczech i Anglii przez Juliusa Hauffa.